# Marek Sobola

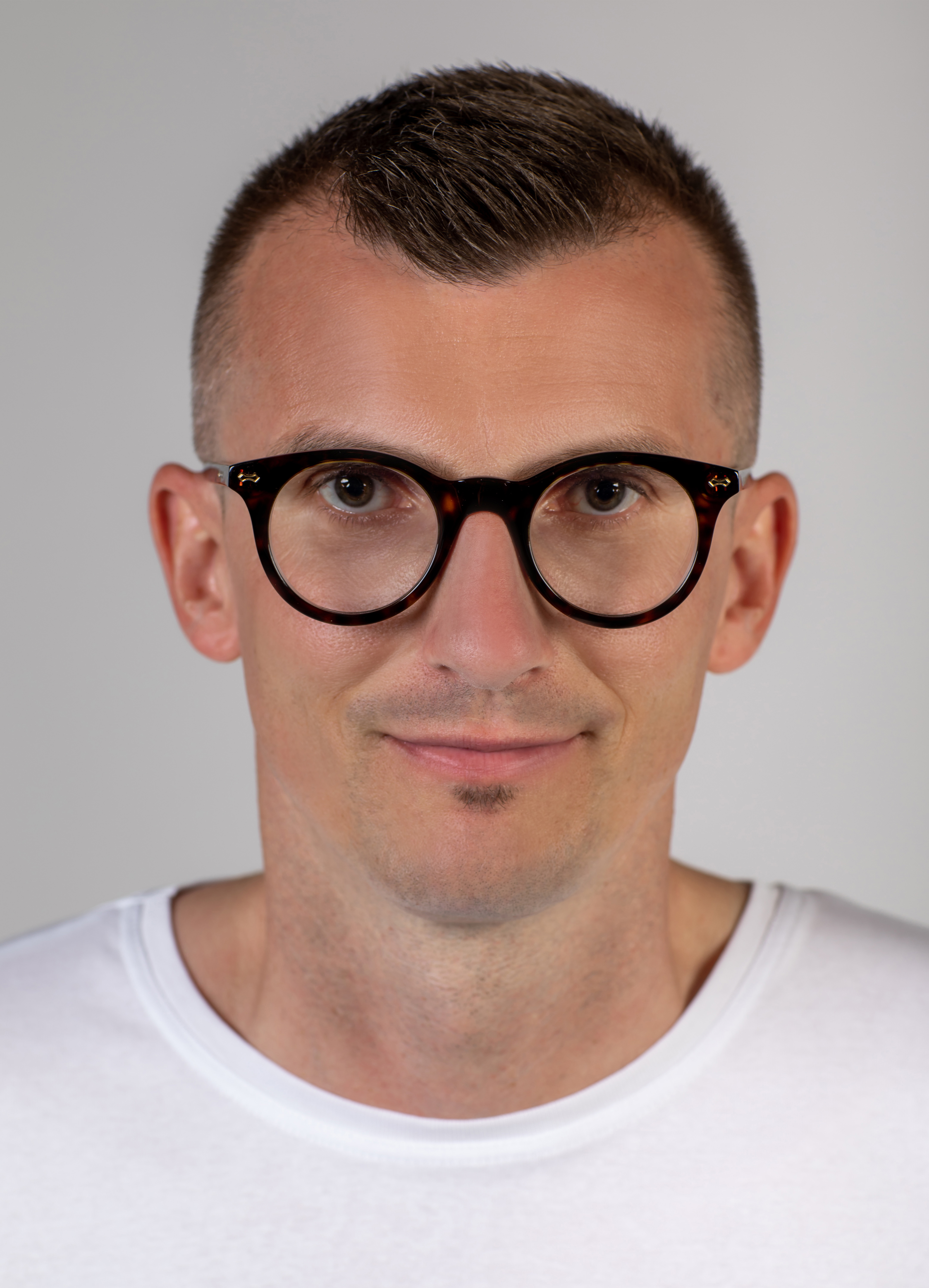
Marek Sobola, 2024

Marek Sobola (* 3. Juli 1981 in Žilina) ist ein slowakischer Garten- und Landschaftsarchitekt, Gärtner und Wappenkünstler. Ab Juni 2023 Rumänischer Honorarkonsul für Slowakei.

## Leben
Sobola wuchs in Divina auf. Von 1999 bis 2004 belegte er an der Fakultät für Gartenbau und Landschaftsplanung der Slowakischen Landwirtschaftlichen Universität Nitra ein Studium für Gartenbau und Landschaftsarchitektur, das er als Dipl. Ing. abschloss. Von 2004 bis 2007 folgte ein Promotionsstudium am Lehrstuhl für nachhaltige Entwicklung der Fakultät für Europastudien und Regionalentwicklung derselben Universität und erlangte den akademischen Grad eines Ph.D. Von 2011 bis 2016 ergänzte er seine Ausbildung durch ein Studium der Geschichte an der Philosoph-Konstantin-Universität Nitra und erwarb den Magistergrad (slowakisch Mgr.).
Seit 2007 ist er mit eigenem Studio als Garten- und Landschaftsarchitekt tätig. 2011 wurde er Mitglied der Slowakischen Architektenkammer (Slovenská komora architektov) sowie autorisierter Landschaftsarchitekt. Als solcher trat er auch der Tschechischen Architektenkammer bei.
2017 wurde Sobola darüber hinaus Mitglied der Liturgiekommission des Bistums Žilina.
Sobola realisierte Gartenarchitekturprojekte in der Slowakei, Tschechien und Österreich. Als Wappenkünstler entwarf er zugleich zahlreiche Wappen für kirchliche Einrichtungen und Würdenträger insbesondere im arabischen Raum, Südostasien und Ozeanien wie z. B. Bahrain, Amerikanisch-Samoa, Papua-Neuguinea, Tonga, die Salomonen, aber auch für Island.

## Ehrenzeichen
- Verdienst- und Ehrenmedaille des Askanischen Hausordens Albrechts des Bären, (2024).[6]

## Werke
- Privatgärten in der Slowakei und Österreich (Wien)
- Denkmal für den Meteoriten von Divina (aus COR-TEN-Stahl)[7]
- Vertikale Gärten:[8]
  - Gothal Resort, Liptovská Osada
  - Einkaufszentrum Mirage in Žilina
  - Café Thalmeiner in Trnava
  - Château Gbeľany[9]
- Dachgärten:[10]
  - Grünes Dach für die Burg Lietava[11]
  - Intensive Dachbegrünung für den Geschäfts-, Einzelhandels- und Wohnkomplex Eurovea in Bratislava
  - Extensive Dachbegrünung im Kurort Rajecké Teplice
- Weitere öffentliche Plätze und Denkmäler:
  - Kapelle des Heiligen Lazarus in Nová Bystrica – Rekonstruktion und originalgetreuer Wiederaufbau[12] Die Kapelle wurde von Kardinal Dominik Duka OP eingeweiht.[13][14]
  - Statue des hl. Johannes von Nepomuk in Divina – Wiedererrichtung des Kulturdenkmals, realisiert unter der Schirmherrschaft der Botschaft der Bundesrepublik Deutschland in der Slowakei.[15] Weiter übernahmen die Patronanz der König von Kambodscha Norodom Sihamoni sowie der letzte bulgarische Zar und von 2001 bis 2005 Ministerpräsident der Republik Bulgarien Simeon von Sachsen-Coburg und Gotha. Finanziert wurde das Projekt durch das Bistum Žilina sowie durch Spenden des Oberhaupts des Hauses Wittelsbach Franz von Bayern, den Ritterorden vom Heiligen Grab zu Jerusalem (Ordo Equestris Sancti Sepulcri Hierosolymitani), den Ritterorden der Kreuzherren mit dem roten Stern (Ordo militaris Crucigerorum cum rubea stella in pede pontis Pragensi) sowie das Domkapitel des Prager Veitsdoms als Bewahrer des Grabmales dieses Heiligen. Weitere Sponsoren waren die Stadt Nepomuk, der Geburtsort des Heiligen, sowie die zum Pfarrverband Divina gehörenden Gemeinden Svederník, Divina und Divinka.[16]
- Gedenkmedaillen für das Bistum Rožňava, Slowakei
- Offizielle Postprodukte für die Slowakische Post AG[17]
  - Poststempel
  - Briefmarke mit der Abbildung des Johannes von Nepomuk in Divina (gemeinsam mit Adrian Ferda)[18]
  - Briefumschlag mit dem Aufdruck des Johannes von Nepomuk in Divina[19]

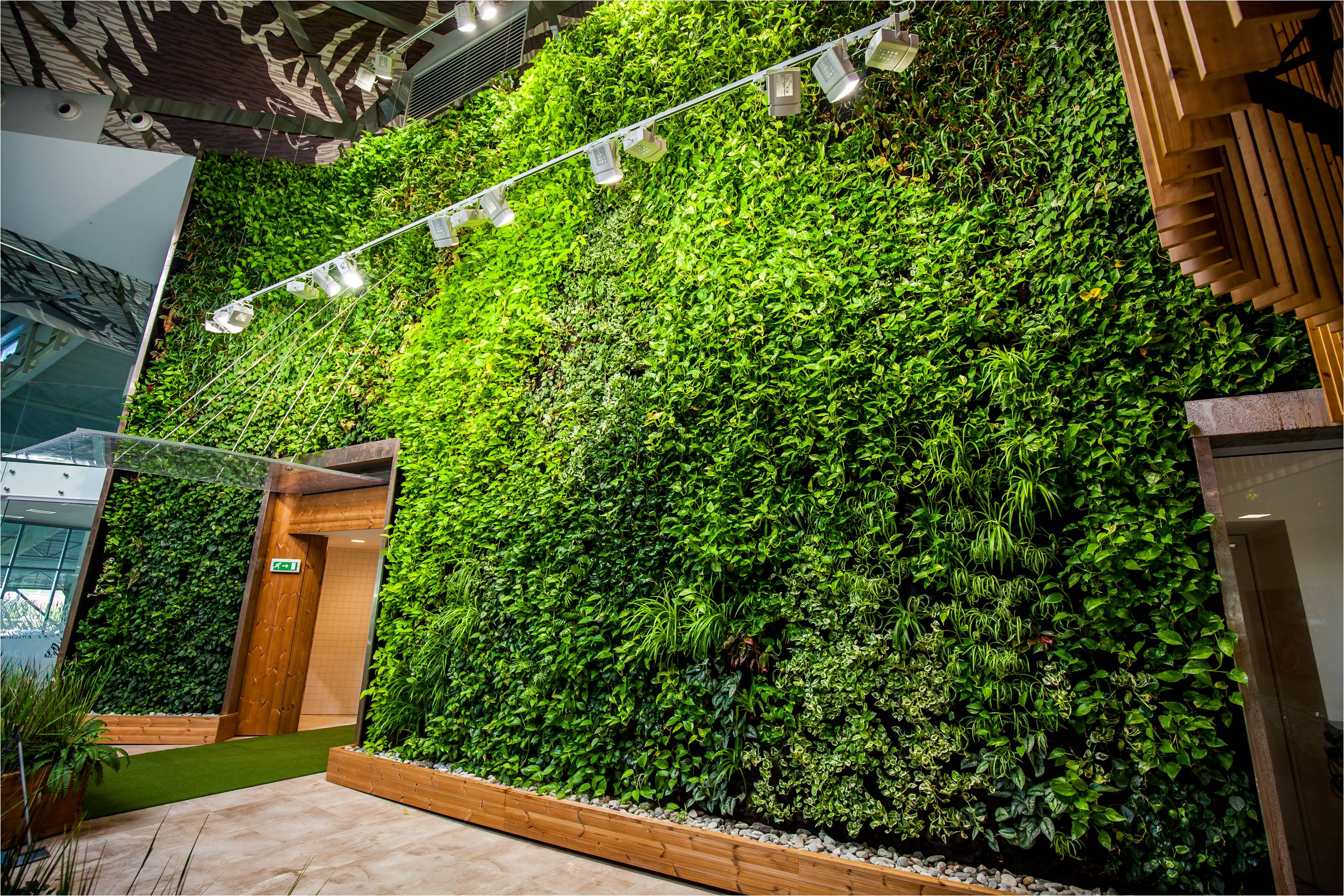
Vertikaler Garten, Gothal Resort, Liptovská Osada
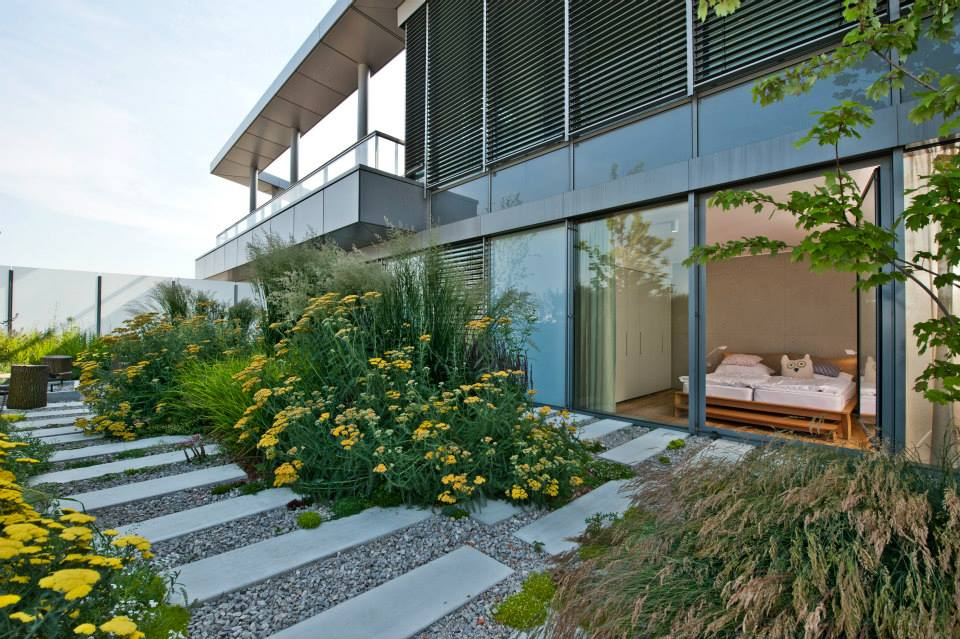
Dachbegrünung des Businesskomplexes Eurovea, Bratislava
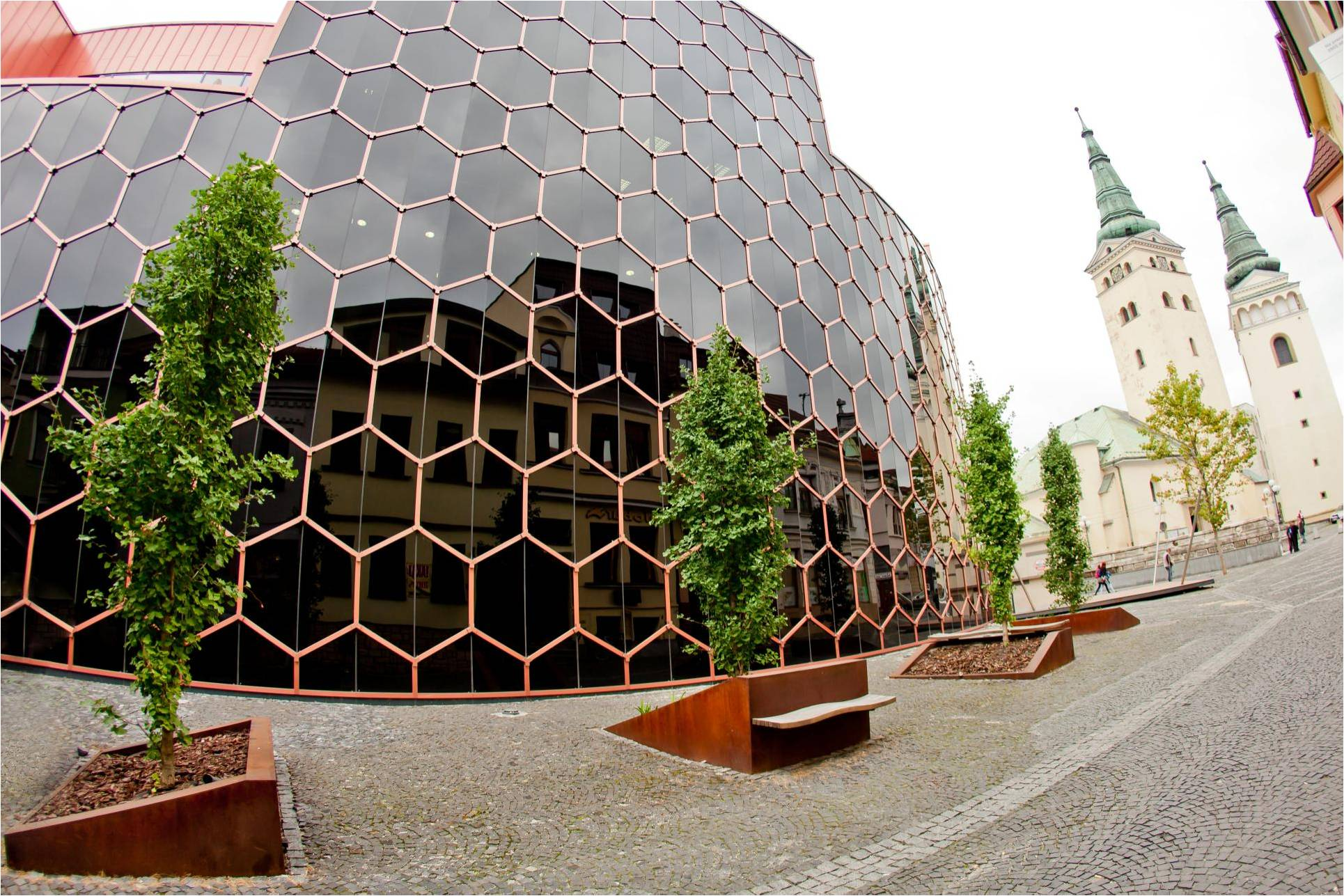
Altstadtgestaltung in Žilina (aus COR-TEN-Stahl)
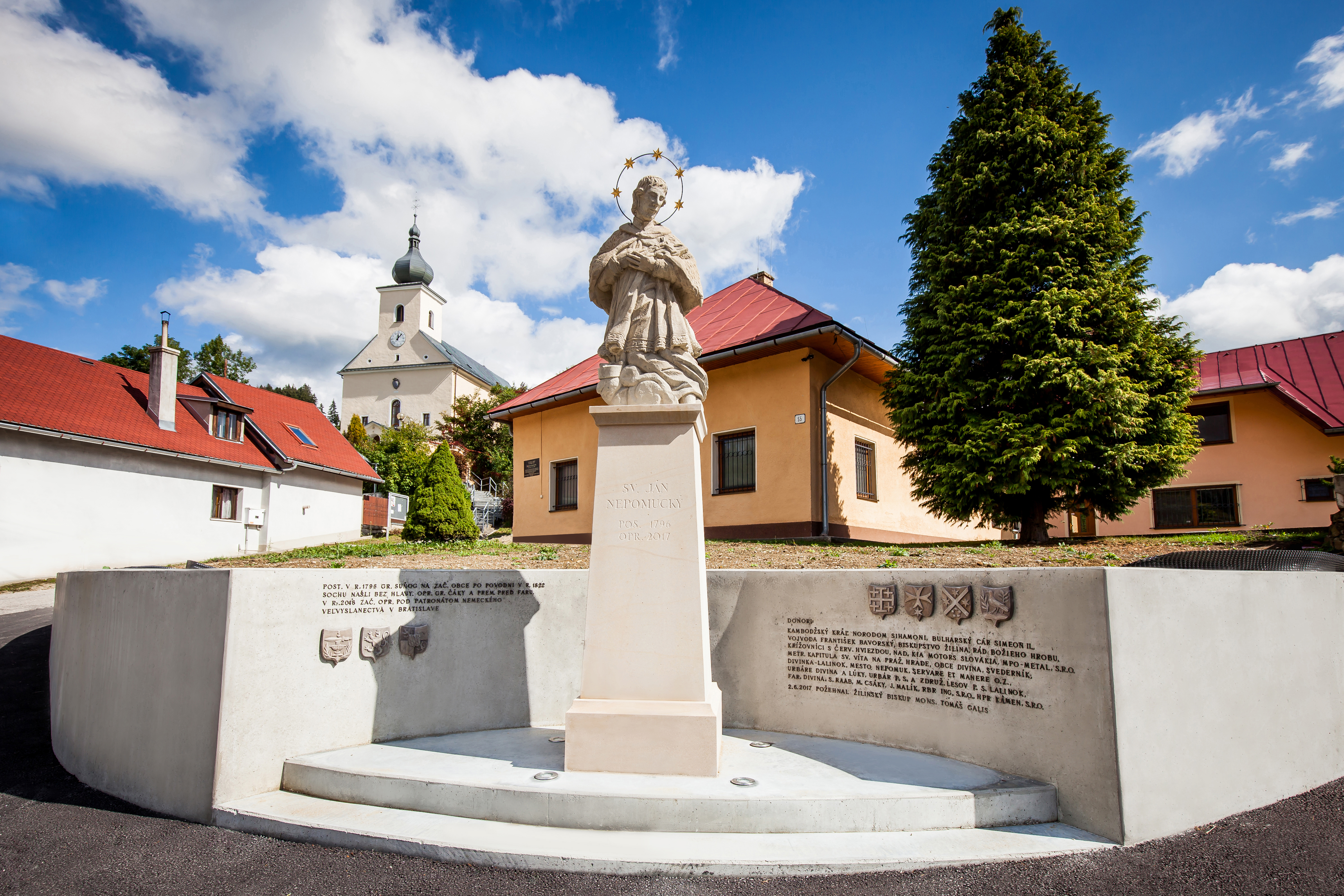
Statue des Heiligen Johannes von Nepomuk in Divina
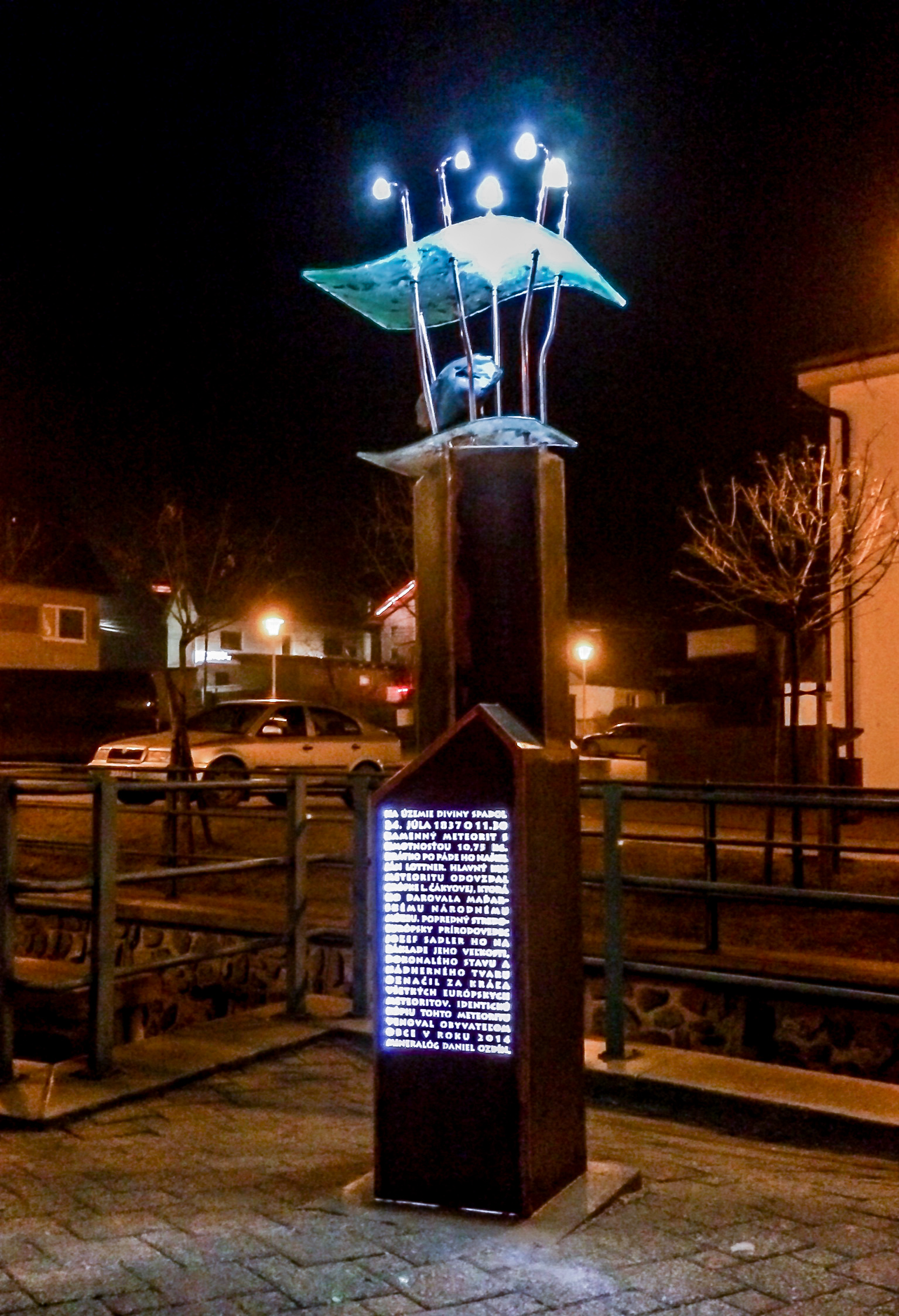
Denkmal für den Meteoriten von Divina (aus COR-TEN-Stahl)

## Kirchliche Heraldik
Institutionen – Wappen / Fahnen / Stempel:
- Erzbistum Rabaul, Papua-Neuguinea (PNG)
- Erzbistum Madang, PNG
- Bistum Alotau-Sideia, PNG
- Bistum Goroka, PNG
- Bistum Kimbe, PNG
- Bistum Bereina, PNG
- Bistum Samoa-Pago Pago, Amerikanisch-Samoa
- Bistum Reykjavík, Island
- Apostolisches Vikariat Nördliches Arabien, Bahrain
- Apostolische Präfektur Aserbaidschan[20]
- Mission sui juris Afghanistan[21]

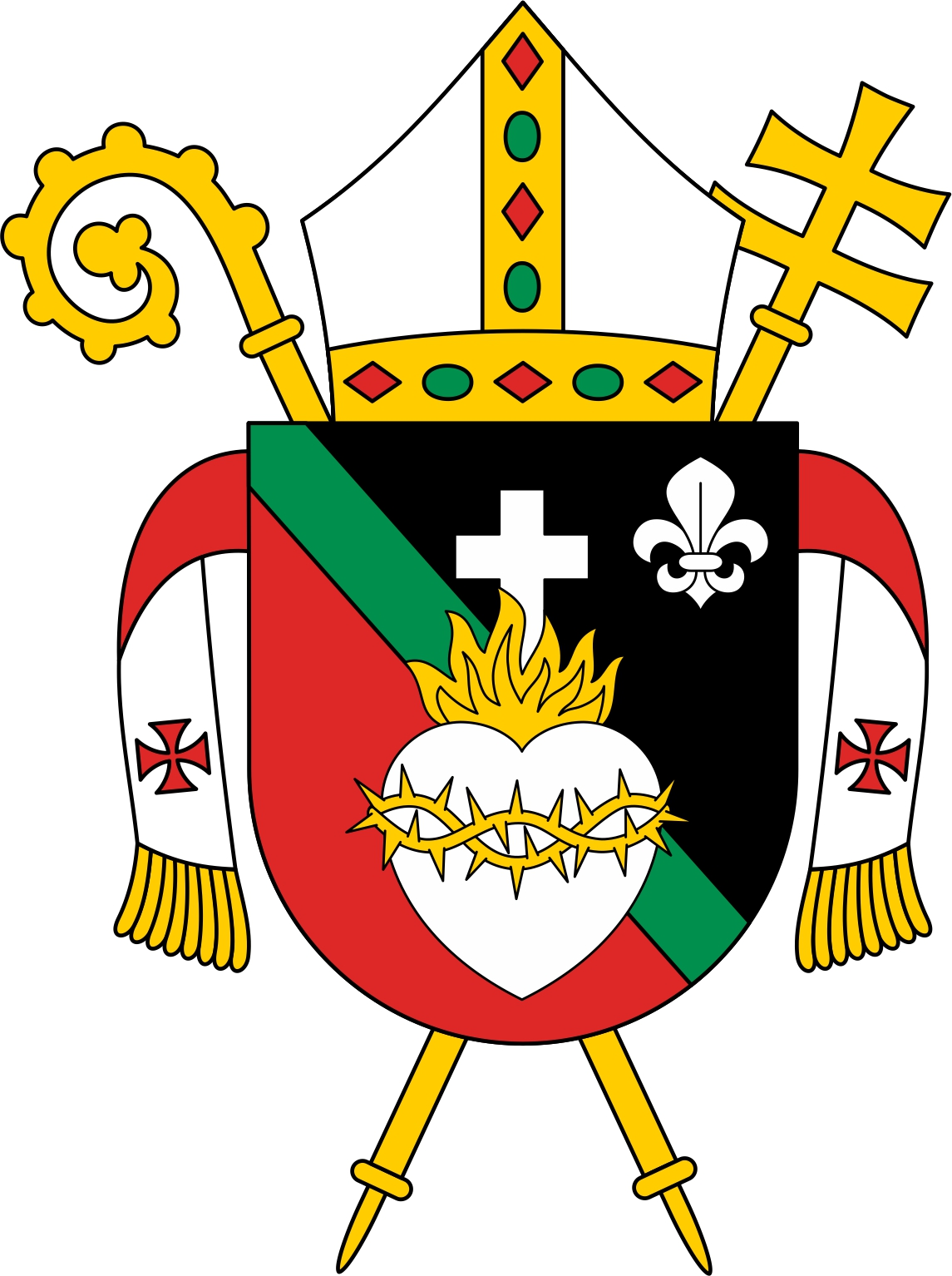
Erzbistum Rabaul
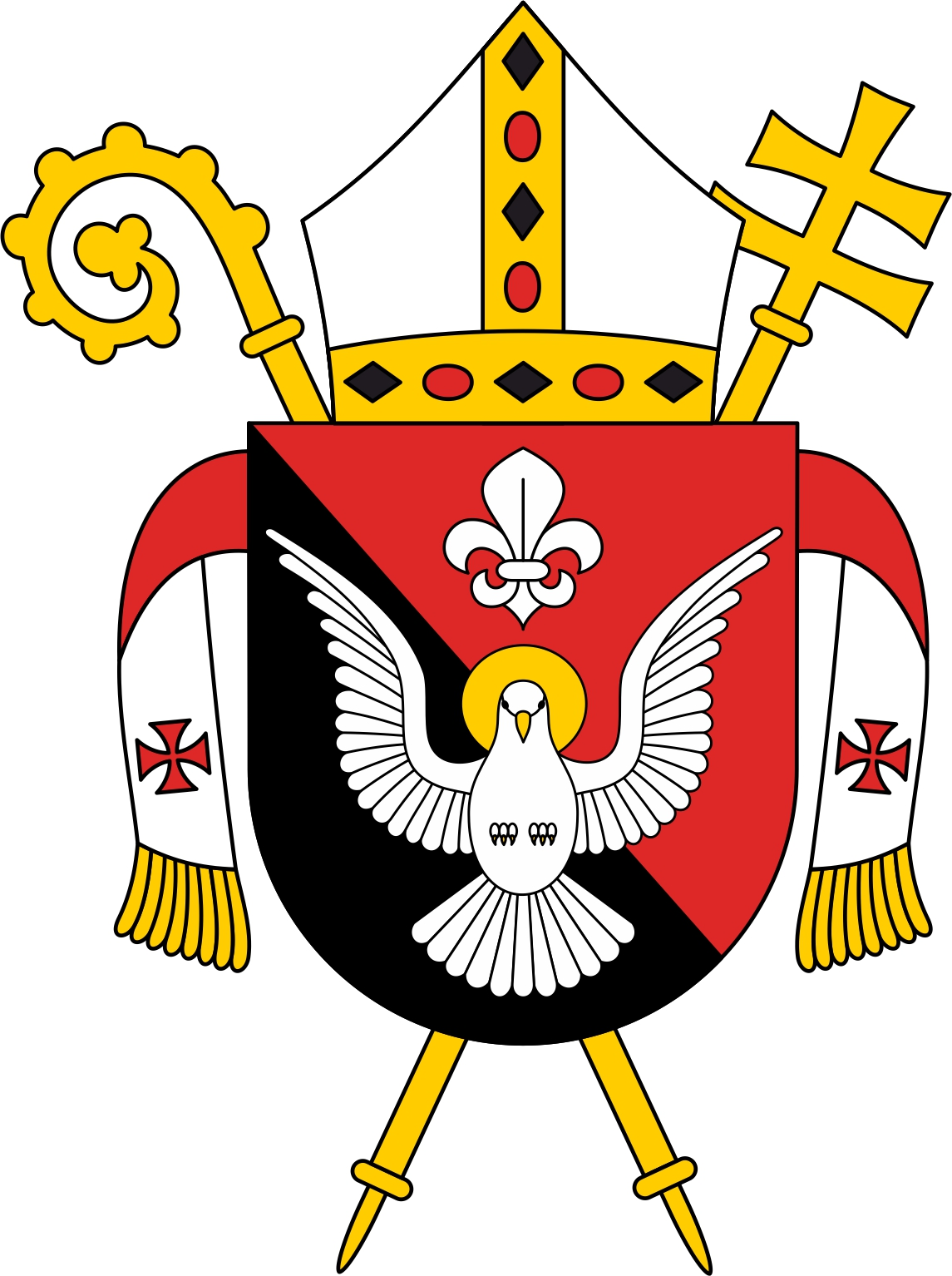
Erzbistum Madang
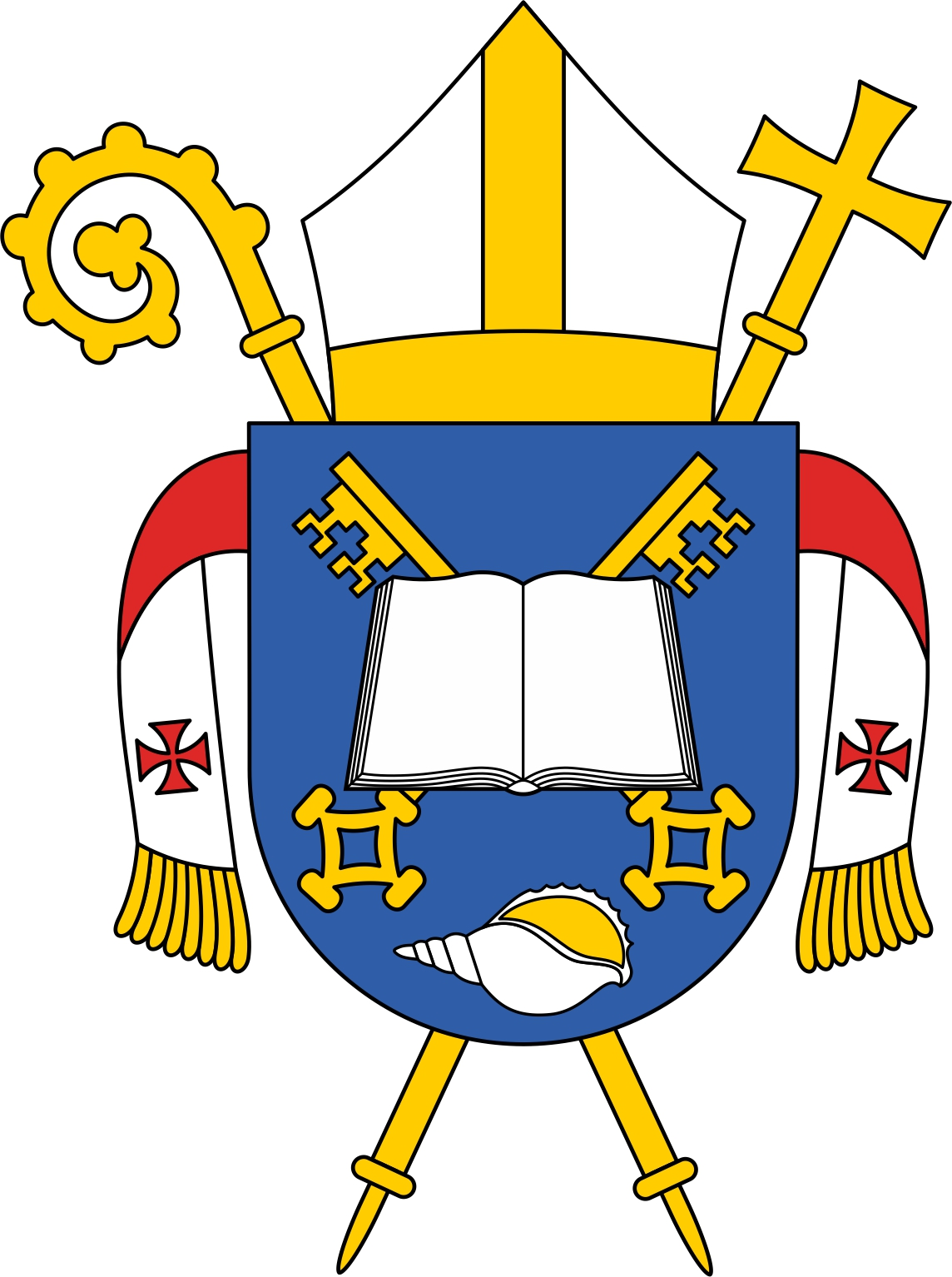
Bistum Kimbe
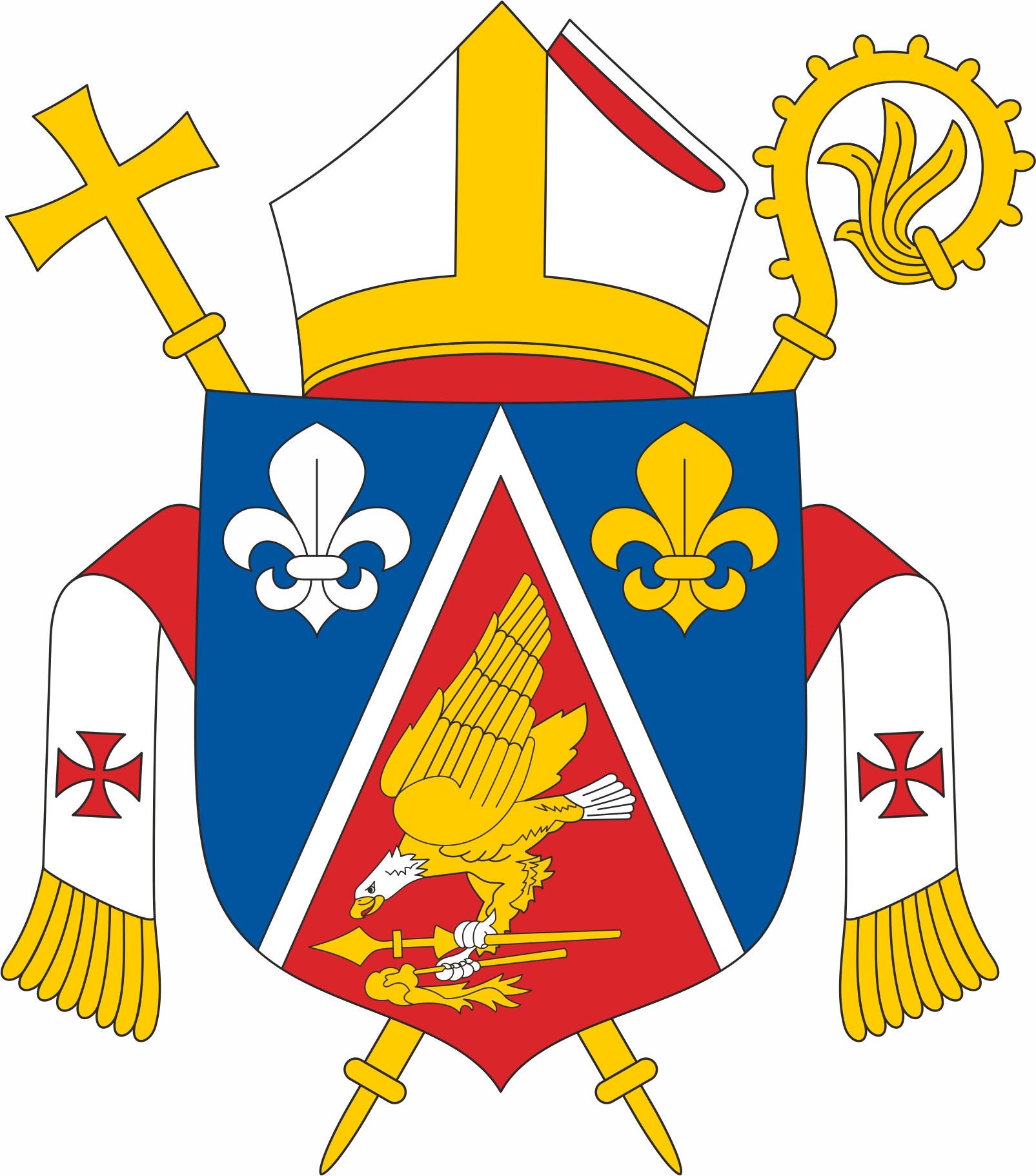
Bistum Samoa-Pago Pago
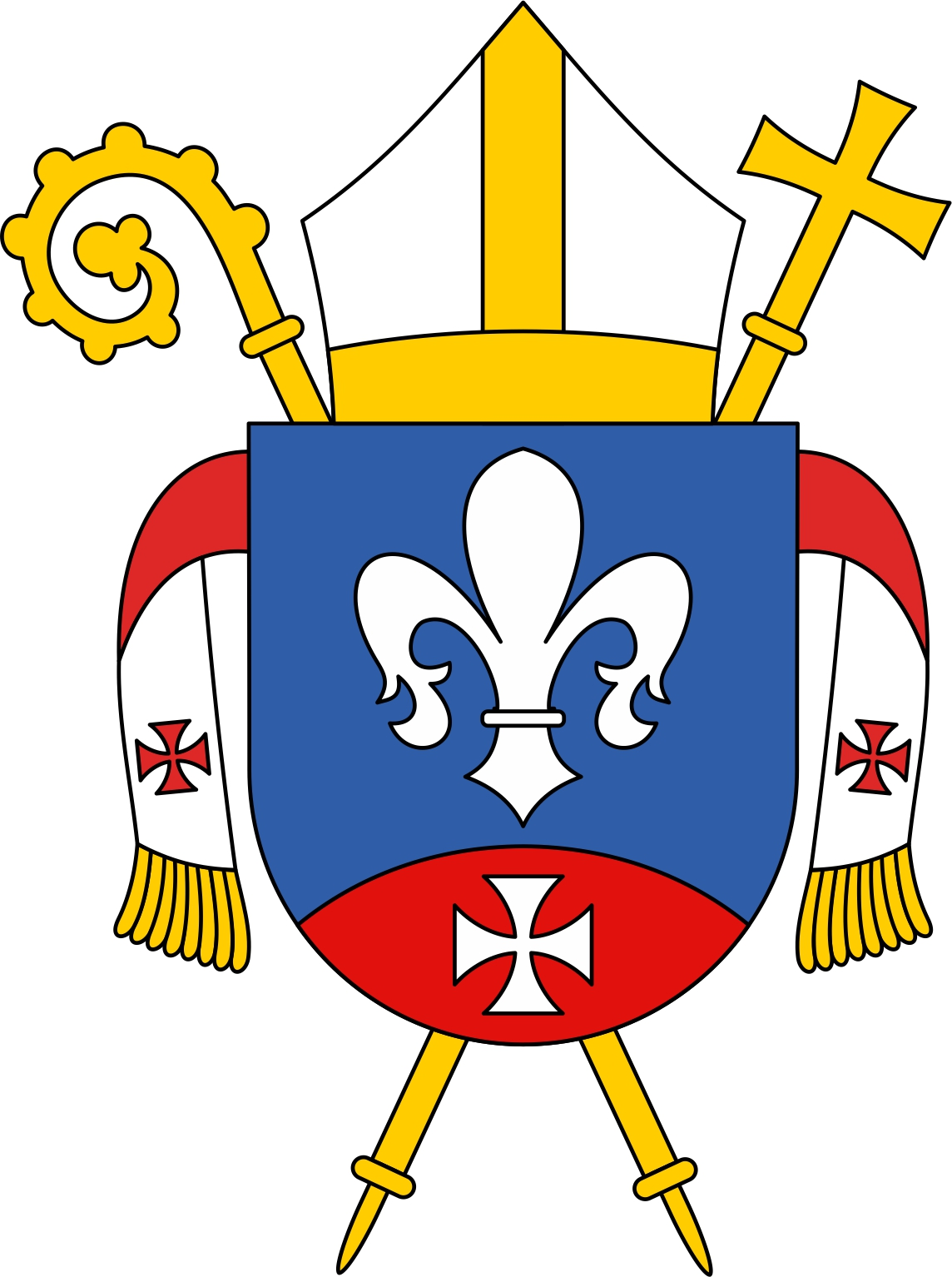
Bistum Reykjavík
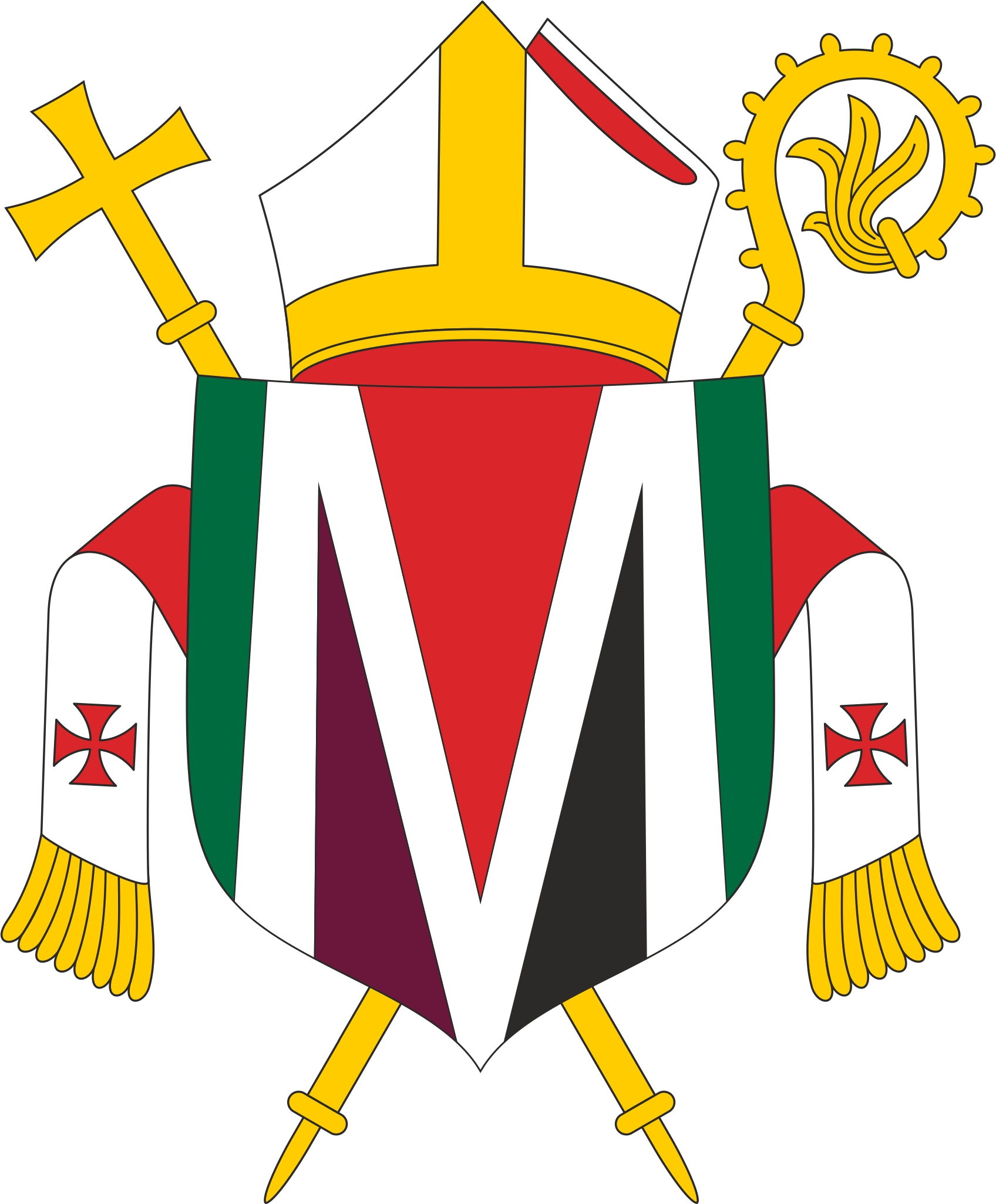
Apostolisches Vikariat Nördliches Arabien
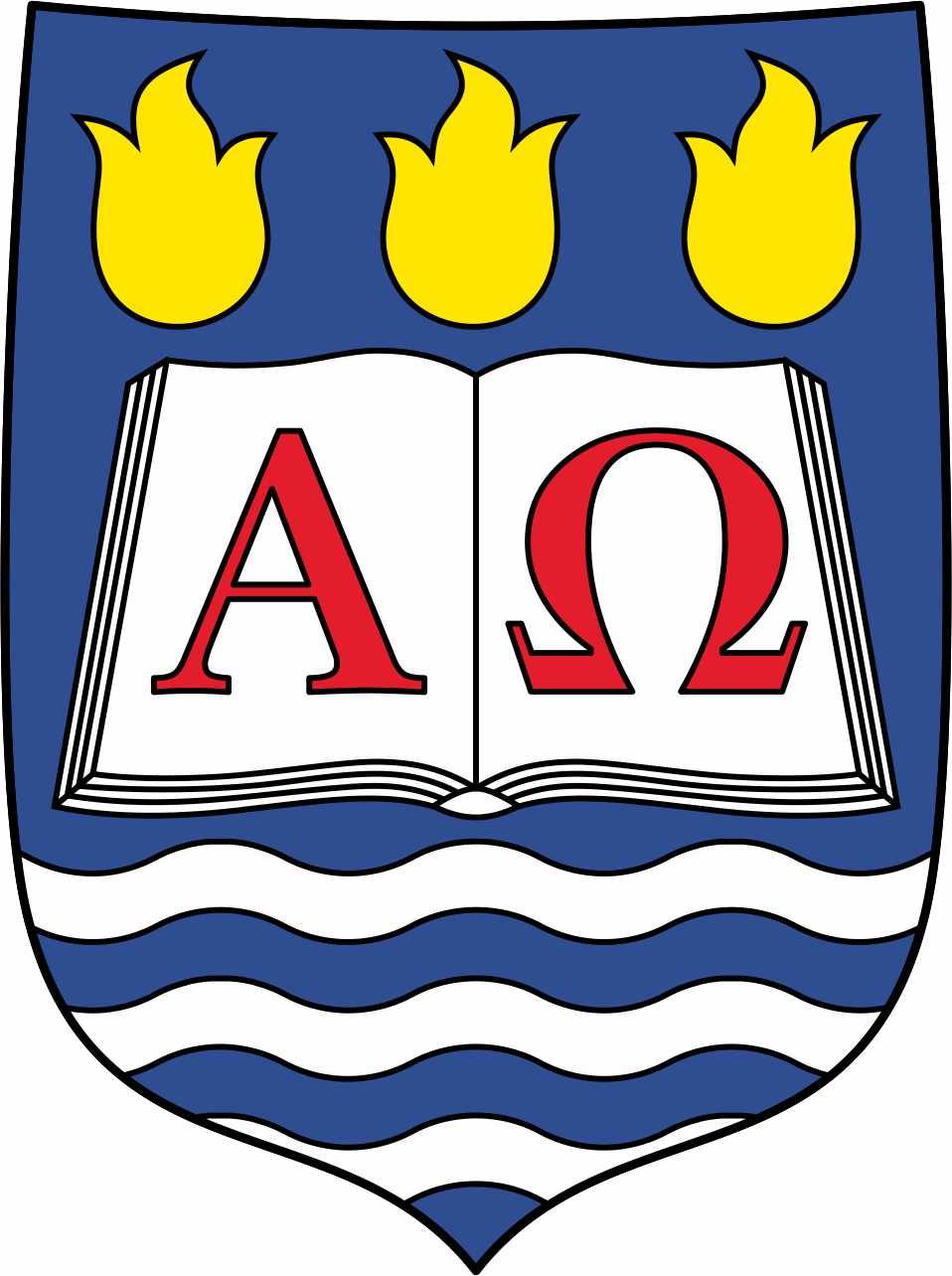
Apostolische Präfektur Aserbaidschan

Personen – Wappen / Stempel:
- Erzbischof Francesco Panfilo, SDB
- Erzbischof Karl Hesse, MSC, MBE
- Erzbischof Stephen Reichert, OFM Cap.
- Bischof William R. Fey, OFM Cap.
- Bischof Dariusz Kałuża, MSF
- Bischof David Tencer, OFM Cap.

Wappen für Francesco Panfilo, S.D.B
Wappen für Karl Hesse MSC, MBE
Wappen für Stephen Joseph Reichert, OFM Cap.
Wappen für William R. Fey, OFM Cap.
Wappen für Dariusz Kałuża MSF
Wappen für Dávid Bartimej Tencer, OFM Cap.

## Publikationen
- mit Pavol Bielek: Prioritné a deficitné poľnohospodárske oblasti v katastrálnom území obce Oponice určené pedologickými charakteristikami. In: Jaroslava Sobocká (Hrsg.): Vedecké práce Výskumného ústavu pôdoznalectva a ochrany pôdy. Národné poľnohospodárske a potravinárske centrum, Bratislava 2007, ISBN 978-80-89128-40-2, S. 138–151.
- mit Tomáš Januea und Kristína Zvedelová: Vidiecke šľachtické sídla v Turčianskej stolici. Spoločnosť Kolomana Sokola, Bratislava 2014, ISBN 978-80-89756-02-5.
- Kaplnka sv. Lazára z Betánie v Novej Bystrici. Slovenská komenda vojenského a špitálskeho rádu sv. Lazára Jeruzalemského, Banská Bystrica 2015, ISBN 978-80-972071-4-4.
- Ľudová architektúra v Javorníkoch. In: Autorenkollektiv: Javorníky. Veľká kniha o nemalom pohorí. Matica Slovenská, Martin 2016, ISBN 978-80-8128-175-4, S. 126–143.
- (Hrsg.): Príbeh svätojánsky, Socha sv. Jána Nepomuckého v Divine. Servare et Manere, Kysucké múzeum v Čadci, Čadca 2017, ISBN 978-80-972614-3-6.